# Apomecyna curticornis
Apomecyna curticornis är en skalbaggsart som beskrevs av Stefan von Breuning 1960. Apomecyna curticornis ingår i släktet Apomecyna och familjen långhorningar. Inga underarter finns listade i Catalogue of Life.